# Đình Cương
Đình Cương (sinh 1969) là một nghệ sĩ hát chèo Việt Nam. Anh được Nhà nước Việt Nam phong tặng danh hiệu Nghệ sĩ Ưu tú năm 2015.

## Thân thế sự nghiệp
Anh tên thật là Vũ Đình Cương, sinh năm 1969, người gốc ở Thụy Văn, Thái Thụy, Thái Bình. Tuy sinh trưởng trong một gia đình không có người làm nghệ thuật, nhưng từ nhỏ, anh đã thể hiện thiên phú về nghệ thuật chèo.
Năm 1984, khi vừa tròn 16 tuổi, anh tham gia thi tuyển vào Đoàn chèo Thái Bình và trúng tuyển. Anh bắt đầu hoạt động cho đoàn từ những vai trò phụ đến thành nghệ sĩ chính được nhiều người ái mộ. Từ cuối năm 2006, anh được cử đi học lớp đại học cán bộ Quản lý văn hóa và được cất nhắc lên vai trò quản lý song song với công tác biểu diễn.
Năm 2009, anh về công tác tại Đài Tiếng nói Việt Nam chức danh Trưởng phòng nghệ thuật của Nhà hát Đài Đài Tiếng nói Việt Nam. Ngoài công tác quản lý và biểu diễn, anh còn tham gia công tác biên tập các bài dân ca để các nghệ sĩ Nhà hát thu thanh phát sóng.
Công việc hiện tại của anh ở Nhà hát Chèo Thái Bình là Nhạc công sử dụng bộ gõ. Đồng thời, anh cũng giữ vị trí Phó đoàn của Đoàn I, thuộc Nhà hát Chèo Thái Bình.

## Gia đình
NSƯT Vũ Đình Cương kết hôn năm 2002 . Hiện tại có hai con, một trai và một gái